# Parmaturus melanobranchus
Espèce
Répartition géographique
Statut de conservation UICN

 DD  : Données insuffisantes
Parmaturus melanobranchus est une espèce de requins de la Mer de Chine méridionale.

## Référence
- Chan, 1966 : New sharks from the South China Sea. Journal of Zoology London, 148 pp 218-237.